# Funzione digamma
In matematica, per funzione digamma si intende la funzione speciale definita come derivata logaritmica della funzione gamma: 
{\displaystyle \psi _{0}(x):={\frac {\operatorname {d} }{\operatorname {d} x}}\ln {\Gamma (x)}={\frac {\Gamma '(x)}{\Gamma (x)}}.}
La funzione digamma talora viene anche denotata con {\displaystyle \Psi (x)} e talora anche {\displaystyle \psi ^{0}(x)}. Essa è collegata ai numeri armonici dalla uguaglianza
{\displaystyle \psi _{0}(n)=H_{n-1}-\gamma }
dove {\displaystyle H_{n-1}} denota l'{\displaystyle (n-1)}-esimo numero armonico e {\displaystyle \gamma } è la ben nota costante di Eulero-Mascheroni. Tale relazione si dimostra dalla definizione alternativa di Gauss della funzione gamma
{\displaystyle \Gamma \left(s\right)=\lim _{n\rightarrow \infty }{\frac {n!n^{s}}{s\left(s+1\right)\left(s+2\right)\ldots \left(s+n\right)}},}
da cui
{\displaystyle \psi \left(s\right)={\frac {d}{ds}}\lim _{n\rightarrow \infty }\left(\ln n!+s\ln n-\ln s-\ln \left(s+1\right)-\ln \left(s+2\right)-\ldots -\ln \left(s+n\right)\right)}
{\displaystyle \psi \left(s\right)=\lim _{n\rightarrow \infty }\left(\ln n-{\frac {1}{s}}-{\frac {1}{s+1}}-{\frac {1}{s+2}}-\ldots -{\frac {1}{s+n}}\right)}
{\displaystyle \psi \left(s\right)=\lim _{n\rightarrow \infty }\left(\ln n-\sum _{k=1}^{s+n}\left({\frac {1}{k}}\right)+1+{\frac {1}{2}}+\ldots +{\frac {1}{s-1}}\right)}
{\displaystyle \psi \left(s\right)=\lim _{n\rightarrow \infty }\left(\ln n-\sum _{k=1}^{n}\left({\frac {1}{k}}\right)\right)+1+{\frac {1}{2}}+\ldots +{\frac {1}{s-1}}}
{\displaystyle \psi \left(s\right)=-\gamma +H_{s-1}.}
Invece, se l'argomento della funzione digamma non è un numero intero positivo, ma è un generico numero complesso {\displaystyle z}, si dimostra che 
{\displaystyle \psi _{0}(z)=\psi \left(z\right)=-\gamma -{\frac {1}{z}}-\sum _{k=1}^{\infty }\left({\frac {1}{z+k}}-{\frac {1}{k}}\right).}